# Àmfora panxuda del Pintor de Nessos
L'Àmfora panxuda de Nessos o Àmfora ventruda de Nessos (amb núm. d'inventari 1961.7 de l'Antikensammlung Berlin) és un gran atuell funerari decorat per un pintor àtic de gots, amb el nom convencional de Pintor de Nessos, amb la tècnica de figures negres. Aquesta àmfora mostra en l'escena principal dos grius dempeus, un enfront de l'altre, una decoració molt rara per a aquesta mena d'atuell. El got és una de les primeres àmfores ventrudes pintades i una de les poques obres que poden atribuir-se amb seguretat al Pintor de Nessos, la primera personalitat de la pintura d'atuells d'estil àtic de figures negres. Està datada del període comprés entre el 610 i el 600 abans de la nostra era.

## Origen i emmagatzematge
No se sap l'origen exacte de l'àmfora; és segur, però, que la trobaren a l'Àtica. Les circumstàncies del descobriment tampoc no són pas clares. La Col·lecció d'Antiguitats Clàssiques de Berlín Occidental la va comprar el 1961 a una col·lecció privada de Viena. Al principi, s'exposava a l'edifici de la Col·lecció situat enfront del Palau de Charlottenburg, però des del 2001 es mostra a la sala 1 de la planta principal de l'Altes Museum.

## Forma, grandària i conservació

Presentació del got en la instal·lació de Berlín que va existir fins al 2010, l'Àmfora del Pintor de Nessos a l'esquerra, vista lateral

És un exemplar inusualment gran d'aquesta forma d'atuell, amb 79 cm d'alçada i un diàmetre màxim al ventre de 54,5 cm. La base té 26,3 cm de diàmetre i el llavi entre 30,5 i 31 cm. El peu n'és cònic; el llavi pla i ample amb forma d'equí. Les anses són ovalades. El coll és estrany per la seua forma cilíndrica.
L'àmfora es va assemblar a partir de fragments. El fons se'n va trencar, però el vas s'apedaçà amb quatre grapes de plom ja en l'antiguitat. Els pocs bocins que manquen s'hi afegiren durant la restauració moderna perquè l'espectador els veiés. La superfície està molt desgastada i amb colps en alguns llocs. A més a més, escantells de calç han afectat la superfície del recipient. En un lloc, al coll del griu esquerre, la paret del recipient està un poc abonyegada.
És una de les primeres i més antigues àmfores panxudes pintades de manera figurativa. El tipus de decoració suggereix que és un atuell funerari. El més probable és que es col·locàs en una tomba com a senyalitzador.

## Representació

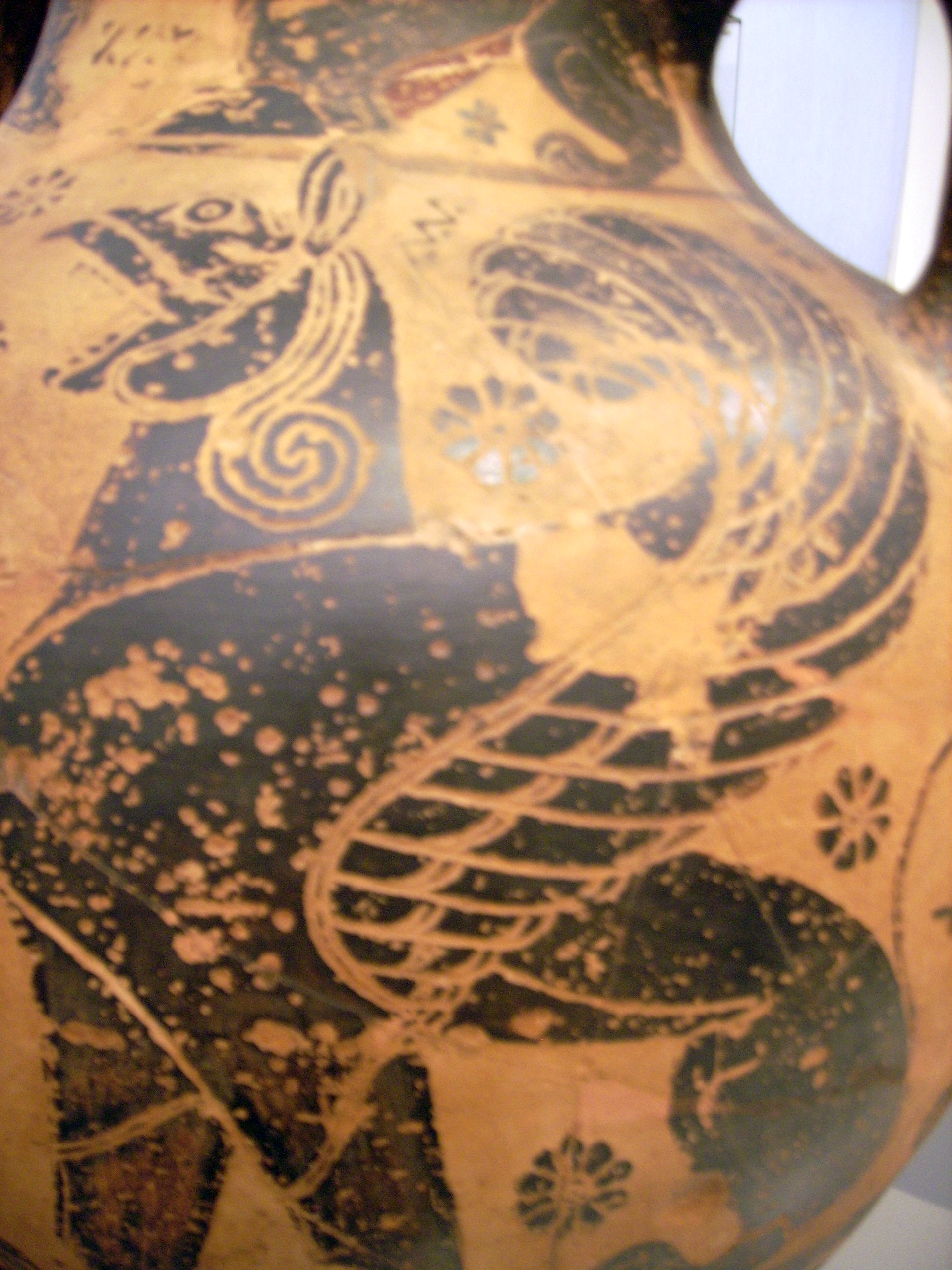
Primer pla del griu dret. Se n'observen els dibuixos interns, amb línies incises dobles en la línia superior de l'ala, i els petits dipòsits de calç, les dents del bec, les rosetes al voltant d'un punt central i la línia en ziga-zaga entre el cap i l'ala. És visible a la vora superior un residu de pintura roja al ventre de la pantera

Només una de les cares de l'àmfora està decorada de manera figurativa, el revers té engalba negra. Aquesta separació no és infreqüent en els atuells funeraris d'aquest període. La línia divisòria entre la part davantera i posterior va al llarg de l'eix de l'ansa. El vernís s'estén fins a uns dos centímetres a dins de la boca del recipient. Fora, el vernís negre arriba fins al coll en una estreta franja. La vora inferior de la base es deixà amb un fons de l'argila. El fris de raigs de la part inferior no comença sobre el peu, sinó sobre una zona de base negra més àmplia. Damunt hi ha un fris pintat amb rosetes de discos. La part davantera de la panxa conté un gran camp pictòric. Damunt, separada de la imatge principal per una estreta línia de vernís, hi ha una escena al coll. El límit lateral entre el front i el dors no es veu de front. El vernís s'hi aplicà molt fi, especialment en els dos terços superiors del dors de l'àmfora. Potser les zones de la decoració corresponents al davant es cobriren de manera superficial. En alguns llocs el vernís està descolorit, amb color marró rogenc. També es poden trobar restes d'una capa blanquinosa al fons d'argila. A penes en queden restes de pintura vermella; s'hi troben en les palmetes dels discos, en els grius i en les panteres. Les línies incises per als dibuixos interns de les figures i els elements decoratius a vegades són fetes molt finament, com ara en les potes del griu. Les línies importants es van dibuixar dues vegades. Sembla com si els dos grius s'haguessen planejat amb una força diferent. Els escantells posteriors augmenten encara més aquesta impressió.

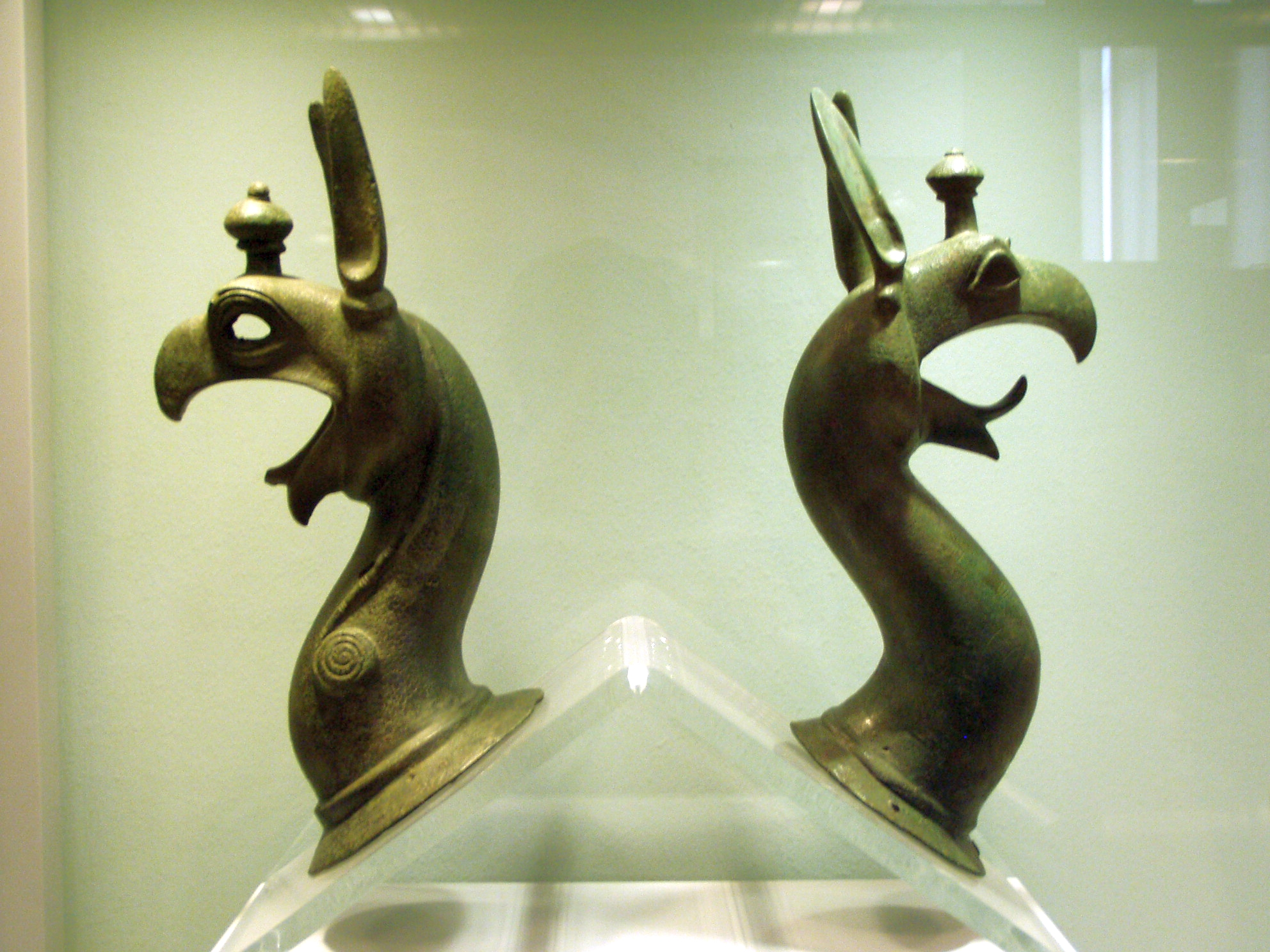
Dos pròtoms de grius fixats originàriament a calders de coure com a adorn; bronze; ae, Museu Arqueològic Nacional d'Atenes

La composició principal mostra dos grius grans amb potes particularment grans. Són asseguts l'un enfront de l'altre, amb la figura de la dreta millor conservada que l'altra. Al mig hi ha un petit arbre de palmetes amb un mussol segut al damunt. Els dos grius obrin el bec, i mostren les dents. L'estructura de la mandíbula inferior recorda la dels lleons. La punta de la llengua encara es conserva en l'ansa esquerra. Els arcs de les celles encara en són visibles. Les cues primes tenen una línia horitzontal just abans del final. El tronc de la palmera s'estreny cap amunt i se separa en dues parts que sobreïxen diagonalment cap avall. Una gran flor s'obri sobre les volutes. Es divideix en una doble corona amb fulles en forma de trompeta. El mussol inclina una mica el cap endavant. Unes grans rosetes amb fulles, nucli i petits grups de sis fulles es distribueixen simètricament entre les dues figures com a adorns dispersos. Es pintà una línia en ziga-zaga entre el cap i les ales entre els dos grius.
L'escena del coll mostra dues panteres tombades l'una davant l'altra, per això la imatge de la panxa es repeteix en forma diferent. La cua de tots dos animals ix per davall de la cuixa. Com en els grius, la punta de la cua la marca una barra transversal. Els ornaments de la dispersió també corresponen als de l'escena principal, per això les línies en ziga-zaga es troben de nou damunt els caps.
Els grius són molt rars en la ceràmica àtica de figures negres. Es coneixen altres dos gots àtics primerencs, una lecànide del Pintor de Nessos, que és l'únic atuell que també mostra grius en figura completa dins d'un fris d'animals, el vas François i dos cílixs, en què un arimaspes lluita amb un griu. Els grius de l'àmfora de Berlín difereixen dels pròtoms de grius contemporànies. Mostren trets antics, com ara rínxols en espiral, protuberàncies inclinades a la gola, la forma a la gatzoneta o el bec en angle recte. En són inusuals les dents, que d'altra banda només es coneixen en el Vas François. Especialment semblants són els caps de griu d'una arracada d'or trobada a Melos, que també la tenen a l'Antikensammlung Berlin. La representació de grius en un atuell funerari era òbvia, perquè es consideraven els guardians de les tombes.

## Atribució

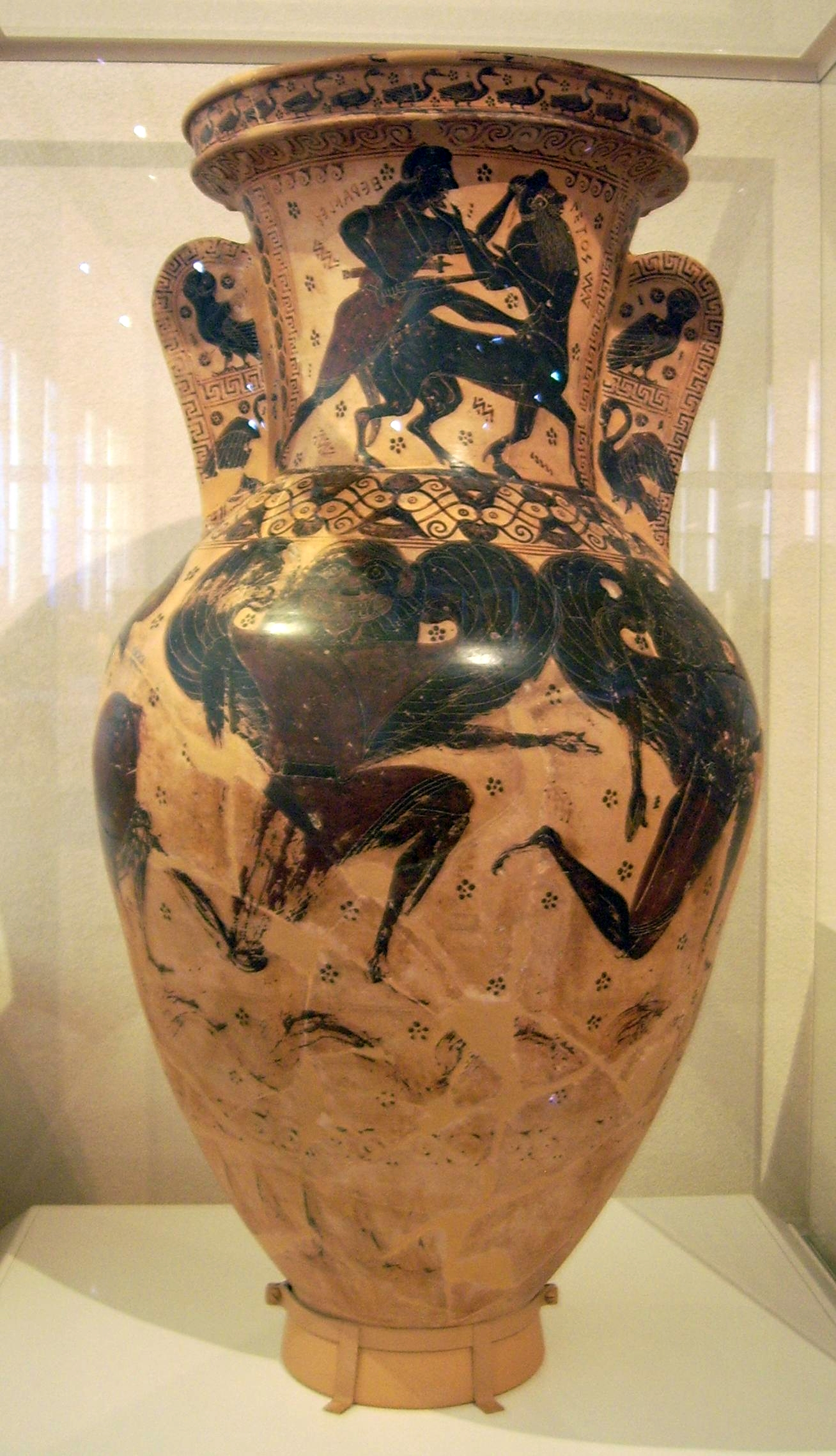
Àmfora de Nessos; àmfora àtica de figures negres (vas epònim) del Pintor de Nessos.Perseu (no es veu) ha decapitat a Medusa, aquesta jau moribunda al sòl, mentre les seues germanes Estenos i Euríale. Perseu la persegueix volant damunt la mar. La pintura del coll representa Hèracles i Nessos. Trobada al carrer del Pireu, Atenes; c. 620-610 ae; Museu Arqueològic Nacional d'Atenes, núm. d'inventari 1.002

Aquest atuell no apareix pas en les llistes de pintors de John Beazley. A part d'algunes observacions menors en la dècada dels 1960, després de la compra de l'àmfora, Karl Kübler l'assignà al Cercle del Pintor de Nessos, per les semblances en els adorns. El Pintor de Nessos es considera el primer pintor àtic de l'estil de figures negres que tenia personalitat pròpia. La seua peça homònima és l'Àmfora de Nessos, que és al Museu Arqueològic Nacional d'Atenes. L'escena del coll d'aquesta àmfora representa Hèracles matant el centaure Nessos. Kübler creia que només hi havia quatre obres que podien assignar-se amb certesa al pintor. Altres investigadors com ara Christa Vogelpohl, John Boardman  i Heide Mommsen atribueixen el Vas de Berlín, així com altres peces, a la mà del Pintor de Nessos. Les semblances amb altres obres determinades del pintor deixen pocs dubtes sobre l'atribució de l'àmfora dels grius. Resulta cridanera la correspondència de les gruixudes potes de lleó amb els seus artells arredonits i les urpes corbades sota les potes amb les imatges d'una lecànide de Vari atribuïda a l'artista. El mussol també recorda altres obres del pintor. Les línies transversals al final de les cues són exclusives del Pintor de Nessos. També es poden establir correspondències amb l'Àmfora de Nessos. Les ales amb els extrems roms s'enrosquen de la mateixa manera que les ales de la Gorgona del got epònim. Les incisions en les ales també coincideixen, així com els nassos de les panteres i les gorgones. Una coberta de vernís negre a la part posterior només existeix en aquesta forma en aquests dos atuells.